# 藤木宏幸
藤木宏幸(ふじき・ひろゆき、1935年3月5日 - 2003年12月24日)は日本近現代演劇研究者、演劇評論家。
東京都出身。1957年日本大学芸術学部卒業、1960年同大学院研究科修了。日大在学中に秋庭太郎の教えを受け、秋庭太郎の日本演劇研究での数少ない弟子とされる。1967年共立女子大学専任講師。同助教授、教授を経て同大学名誉教授。近代日本のイプセン受容研究で業績をあげる。「戦争と平和」戯曲全集を源五郎、今村忠純と共に編集。日本演劇学会理事も務める。
2003年12月24日、大動脈瘤破裂のため自宅で死去。68歳没。

## 編著
- 『近代文学評論大系9　演劇論』　角川書店 1972年　野村喬と共編
- 「戦争と平和」戯曲全集(全１５巻)　日本図書センター 1998年　源五郎・今村忠純と共編